# Деснянська селищна рада (Козелецький район)
Десня́нська се́лищна ра́да — адміністративно-територіальна одиниця та орган місцевого самоврядування в Козелецькому районі Чернігівської області. Адміністративний центр — селище міського типу Десна.

## Загальні відомості
- Населення ради: 7 562 особи (станом на 1 січня 2011 року)

## Населені пункти
Селищній раді підпорядковані населені пункти:
- смт Десна

## Склад ради
Рада складається з 30 депутатів та голови.
- Голова ради: Осташевський Юрій Валентинович
- Секретар ради: Ромашов Геннадій Анатолійович

### Керівний склад попередніх скликань
| Прізвище, ім'я, по батькові    | Основні відомості                                                                    | Дата обрання | Дата звільнення |
| ------------------------------ | ------------------------------------------------------------------------------------ | ------------ | --------------- |
| Римарєв Костянтин Євгенійович  | Селищний голова, 1971 року народження, член Всеукраїнського об'єднання «Батьківщина» | 26.03.2006   | 31.10.2010      |
| Осташевський Юрій Валентинович | Селищний голова, 1965 року народження, освіта вища, член Партії регіонів             | 15.05.2011   |                 |

Примітка: таблиця складена за даними сайту Верховної Ради України

### Депутати
За результатами місцевих виборів 2010 року депутатами ради стали:

#### За суб'єктами висування
| Суб'єкт висування                                       | Кількість обраних депутатів | %    |
| ------------------------------------------------------- | --------------------------- | ---- |
| Самовисування                                           | 13                          | 43,3 |
| Партія регіонів                                         | 12                          | 40   |
| Політична партія «Сила і честь»                         | 3                           | 10   |
| Політична партія Всеукраїнське об'єднання «Батьківщина» | 1                           | 3,3  |
| Соціалістична партія України                            | 1                           | 3,3  |

#### За округами
| № округу                                                | Прізвище, ім'я, по батькові    | Дата визнання обраним | Освіта             | Партійна приналежність                        | Відомості про обраного депутата                               |
| ------------------------------------------------------- | ------------------------------ | --------------------- | ------------------ | --------------------------------------------- | ------------------------------------------------------------- |
| Партія регіонів                                         |                                |                       |                    |                                               |                                                               |
| 1                                                       | Гудим Ніна Михайлівна          | 01.11.2010            | середня спеціальна | член Партії регіонів                          | Остерська КЕЧ, бухгалтер                                      |
| 3                                                       | Костенко Олена Володимирівнпа  | 01.11.2010            | вища               | член Партії регіонів                          | В/Ч А4302, декретна відпустка                                 |
| 5                                                       | Чеботаєва Галина Іванівна      | 01.11.2010            | вища               | член Партії регіонів                          | Деснянська загальноосвітня школа І-ІІІ ст., вчитель           |
| 10                                                      | Бондар Алла Петрівна           | 01.11.2010            | вища               | член Партії регіонів                          | Остерська гімназія, директор                                  |
| 13                                                      | Боровських Наталія Миколаївна  | 01.11.2010            | вища               | член Партії регіонів                          | Деснянська загальноосвітня школа І-ІІІ ст., вчитель           |
| 15                                                      | Москалець Олександра Тихонівна | 01.11.2010            | середня спеціальна | член Партії регіонів                          | пенсіонер                                                     |
| 16                                                      | Пиво Зінаїда Олексіївна        | 01.11.2010            | середня спеціальна | член Партії регіонів                          | Деснянський осередок Партії Регіонів, голова                  |
| 19                                                      | Сторожев Віктор Іванович       | 01.11.2010            | середня спеціальна | член Партії регіонів                          | В/Ч А3838, водій                                              |
| 20                                                      | Головко Ніна Василівна         | 01.11.2010            | вища               | член Партії регіонів                          | В/Ч 4302, начальник клубу                                     |
| 24                                                      | Шульга Іван Іванович           | 01.11.2010            | вища               | член Партії регіонів                          | пенсіонер                                                     |
| 27                                                      | Ганжа Олена Валеріївна         | 01.11.2010            | вища               | член Партії регіонів                          | тимчасово не працює                                           |
| 28                                                      | Гринчук Юлія Леонідівна        | 01.11.2010            | середня спеціальна | член Партії регіонів                          | перукарня, підприємець                                        |
| Політична партія Всеукраїнське об'єднання «Батьківщина» |                                |                       |                    |                                               |                                                               |
| 14                                                      | Половецька Світлана Миколаївна | 01.11.2010            | вища               | член Всеукраїнського об'єднання «Батьківщина» | Деснянська гімназія, вчитель                                  |
| Політична партія «Сила і Честь»                         |                                |                       |                    |                                               |                                                               |
| 6                                                       | Олексійченко Тетяна Олексіївна | 01.11.2010            | середня спеціальна | член Політичної партії «Сила і Честь»         | ПП «Надія», старший продавець                                 |
| 8                                                       | Сорокін Сергій Анатолійович    | 01.11.2010            | вища               | позапартійний                                 | служба Держінспекції зв"язку та захисту інформації            |
| 17                                                      | Шамай Владислав Олексійович    | 01.11.2010            | середня спеціальна | позапартійний                                 | слюсар                                                        |
| Соціалістична партія України                            |                                |                       |                    |                                               |                                                               |
| 7                                                       | Реброва Людмила Василівна      | 01.11.2010            | середня спеціальна | член Соціалістичної партії України            | аптека, фармацевт                                             |
| Самовисування                                           |                                |                       |                    |                                               |                                                               |
| 2                                                       | Щур Ганна Василівна            | 01.11.2010            | вища               | позапартійна                                  | Деснянська селищна рада, начальник військово-облікового стану |
| 4                                                       | Попанова Любов Михайлівна      | 01.11.2010            | вища               | позапартійна                                  | приватний підприємець                                         |
| 9                                                       | Йосипенко Микола Семенович     | 01.11.2010            | середня спеціальна | позапартійний                                 | ПП"Комфорт-Десна", водій                                      |
| 11                                                      | Романов Геннадій Анатолійович  | 01.11.2010            | вища               | позапартійний                                 | ТБО, начальник                                                |
| 12                                                      | Приходько Сергій Петрович      | 01.11.2010            | середня            | позапартійний                                 | ДСО при УМВС України, начальник групи охорони                 |
| 18                                                      | Рудь Ніна Анатоліївна          | 01.11.2010            | середня спеціальна | позапартійна                                  | В/Ч А0665, начальник несекретного діловодства                 |
| 21                                                      | Сколянська Віра Володимирівна  | 01.11.2010            | вища               | позапартійна                                  | В/Ч А3838, начальник навчальних класів                        |
| 22                                                      | Міцький Олександр Миколайович  | 01.11.2010            | вища               | позапартійний                                 | Державна служба УМВС, охоронець                               |
| 23                                                      | Ясіновський Віктор Петрович    | 01.11.2010            | вища               | позапартійний                                 | банно-пральний комбінат, охоронець                            |
| 25                                                      | Колошнік Зінаїда Миколаївна    | 01.11.2010            | вища               | позапартійна                                  | Деснянська загальноосвітня школа І-ІІІ ст., вчитель           |
| 26                                                      | Шпетний Сергій Миколайович     | 01.11.2010            | вища               | позапартійний                                 | В/Ч 0665, начальник юридичної служби                          |
| 29                                                      | Чиж Володимир Іванович         | 01.11.2010            | вища               | позапартійний                                 | ПП"Форнеті Україна", контролер                                |
| 30                                                      | Бондаренко Олена Володимирівна | 01.11.2010            | вища               | позапартійна                                  | приватний підприємець                                         |